# Javier Indalecio Barraza
Javier Indalecio Barraza (Salta, Argentina) es un abogado, procurador y doctor en Derecho argentino de la Universidad de Buenos Aires.
Pertenece a la nueva generación del Derecho Público argentino. Sus teorías en el campo del Derecho Público, en particular en el Derecho Administrativo y Tributario, han sido objeto de estudio por parte de la doctrina y han sido recepcionadas por distintos tribunales de la Argentina y de otros países. 
Ha sido asesor legal de la Presidencia de la Nación (1994-2013), asesor de la Convención Constituyente de la Ciudad de Buenos Aires (1996), y defensor Oficial del fuero Contencioso Administrativo y Tributario de la Ciudad de Buenos Aires desde 2013.

## Teoría jurídica
Ha planteado una nueva concepción sobre el principio de jerarquía, reemplazando la noción tradicional de instruir y controlar, y ha generado una fuerte polémica sobre los principios jurídicos de la organización administrativa y sobre las características que debe reunir quien pretenda cubrir un cargo gerencial en la Administración Pública. 
Asimismo, ha elaborado una nueva teoría respecto de la construcción general de la responsabilidad extracontractual del Estado y un nuevo enfoque respecto de la responsabilidad del Estado por actividad judicial, en particular, en lo relativo a la indemnización por prisión preventiva. 

## Proyectos normativos
Ha participado en numerosas Comisiones de redacción de proyectos de ley, en especial a la creación de un Consejo de Estado para la República Argentina, una modificación a la institución del Defensor del Pueblo, su propuesta tendiente a la creación de un Código Contencioso Administrativo así como para modificar el sistema de la función pública. 

### Candidatura
En 2004 fue postulado por distintos grupos académicos como candidato a Defensor del Pueblo de la Ciudad de Buenos Aires, aunque retiró su candidatura. 

## Galardones
En 1996, fue galardonado con el Premio Bienal de Derecho Administrativo del Colegio de Abogados de la Ciudad de Buenos Aires. 

## Obras
Es autor de veinte libros y más de doscientos artículos que han sido publicados en revistas jurídicas especializadas de la República Argentina y de distintos países de América y Europa. 
Entre sus libros podemos citar: 
- Manual de Derecho Administrativo (Buenos Aires, La Ley, 2005).
- Manual de Derecho Político (Buenos Aires, La Ley, 2004).
- Responsabilidad extracontractual del Estado (Buenos Aires, La Ley, 2003)
- El Jefe de Gabinete de Ministros (Buenos Aires, Abeledo-Perrot, 1999).
- El Control de la Administración Pública (Buenos Aires, Abeledo Perrot, 1995).

## Actividad académica
Fue fundador del grupo literario “Plenitud”, que tenía por objeto romper con el esquema estructural de la poesía y ha publicado cuatro libros de poemas. 

## Incidencia de su doctrina en la jurisprudencia argentina y extranjera
1) En el caso “CASTILLO, LUIS HÉCTOR C/ GOBIERNO DE LA PCIA. DE MENDOZA”. Fallo de la Suprema Corte de la Provincia de Mendoza del 26 de julio de 2002, se hizo referencia a su doctrina sobre Responsabilidad extracontractual del Estado. 
2) Asimismo en el caso "SOLAVALLOL, TOMÁS ANGEL EN J: SOLAVALLOL Y OT. C/ GOBIERNO DE LA PROVINCIA DE MENDOZA P/ DAÑOS Y PERJUICIOS - INCONSTITUCIONALIDAD - CASACIÓN" – Suprema Corte de la Provincia de Mendoza, Sala Primera, sentencia del 16 de abril de 2003- Expte. 74201, también se utilizó su doctrina sobre Responsabilidad de un funcionario policial. 
3) Su artículo sobre Inhabilidades e incompatibilidades de los funcionarios fue utilizado por el Superior Tribunal de Justicia de la Provincia de Chubut para resolver en los autos "E.M.D.M. S.R.L. c/C.C.M.y C.de C.R. s/Interruptiva de la Prescripción (art. 3986 C.C.)" (Expte. N1 15.667-E-1996). Sentencia del 11 de junio de 1996. 
4) Su obra El control de la Administración Pública (Buenos Aires, Abeledo Perrot, 1995), ha servido de base para la defensa del expresidente de la República de Ecuador, en los procesos judiciales que se le iniciaron. Dicho proceso fue publicado bajo el título Alegatos contra la infamia (Guayaquil, Poligráfica, 2004, págs. 54 y siguientes). 
5) En el caso “Gianera, Carlos c/Municipalidad de Buenos Aires” fallado por la Cámara Civil, Sala J el 23 de febrero de 1999, se hizo referencia a su artículo sobre Motivación del acto administrativo. 
6) Del mismo modo, el Dr. Julio Comadira, Profesor Titular de Derecho Administrativo de la Facultad de Derecho de la Universidad de Buenos Aires, ha utilizado su doctrina para resolver un caso cuando se desempeñaba como Jefe de Asesores de Gabinete del Ministerio de Justicia; en su dictamen de fecha 5 de septiembre de 1997, hizo cita de su doctrina avalando su posición. 
7) En el caso "Morales, Daniel c/ Provincia de Bs. As. s/ ds. y ps." La Sala Primera de la Cámara Primera de Apelación en lo Civil y Comercial del Departamento Judicial de San Isidro, 29 de octubre de 2004, se citó su artículo acerca de las distintas teorías que fundamentan la responsabilidad extracontractual del Estado. 
8) Su artículo sobre Actos de gobierno fue utilizado en la alocución del Concejal Martínez, en el Diario de Sesiones del Concejo Deliberante de la Municipalidad de Bahía Blanca —Sesión del 15 de septiembre de 2005. 26 y 25 reunión ordinaria— pag. 30380 y sigtes., que puede encontrarse en la web: 
9) Su artículo sobre Actualidad en la jurisprudencia sobre poder de policía fue citado por la Cámara en lo Contencioso Administrativo y Tributario para resolver en el caso “MANSILLA MARIA MERCEDES CONTRA GCBA SOBRE AMPARO (ART. 14 CCABA)”, EXPTE: EXP 13817 / 06, del 13 de octubre de 2006. 
10) Su libro titulado Responsabilidad del Estado por funcionamiento anormal de la actividad judicial fue citado por el Juzgado en lo Contencioso Administrativo Federal N.º 5 de la Capital Federal en el caso “Muñoz, César Walter c/EN-Poder Ejecutivo Nacional-Ministerio de Justicia y Derechos Humanos s/daños y perjuicios” Expediente 25719/01. Registrada en el Folio 727 del Libro de Sentencias del Juzgado. 
11) Su artículo sobre La audiencia pública y algunos principios que surgen de un pronunciamiento judicial, fue utilizado en la alocución del Diputado Nacional Claudio Lozano, en la sesión del 22 de noviembre de 2004, pág. 22.  (enlace roto disponible en Internet Archive; véase el historial, la primera versión y la última).
12) Su artículo sobre Historia Clínica fue citado por el Tribunal Superior de la Provincia de La Rioja, para resolver el caso "SOTOMAYOR MARISA DEL VALLE C/ ESTADO PROVINCIAL - DAÑOS Y PERJUICIOS") EXPTE. N.º 9.650 - LETRA "S" - AÑO 2.001 – CARATULADO, del 15 de agosto de 2002. 
13) Su artículo sobre Inhabilidades e incompatibilidades de los funcionarios públicos fue utilizado por el Superior Tribunal de Justicia de la Provincia de Chubut para resolver el caso “R. , N. c/Provincia del Chubut s/Demanda Contencioso Administrativa” (Expte. N° 16.571- R- 1998) el 1 de julio de 2008. 
14) Su obra El control de la Administración Pública fue citada por el Superior Tribunal de Río Negro en el caso “"Denuncia s/Presuntas irregularidades en el Banco de la Provincia de Río Negro / Casación" (Expte. N.º 19809/04 STJ), (31-08-05). 